# Campello (Tessino)
Campello é uma comuna da Suíça, no Cantão Tessino, com cerca de 56 habitantes. Estende-se por uma área de 3,95 km², de densidade populacional de 14 hab/km². Confina com as seguintes comunas: Calpiogna, Faido, Olivone, Rossura.
A língua oficial nesta comuna é o Italiano.